# Bad Staffelstein
Bad Staffelstein város Németországban, azon belül Bajorországban. Lakosainak száma 10 651 fő (2023. december 31.). Bad Staffelstein Wattendorf, Scheßlitz, Ebensfeld, Itzgrund, Großheirath, Untersiemau és Lichtenfels községekkel határos.

## Fekvése
Bambergtől északkeletre, a Steffelberg meredek sziklafala alatt terül el.

### Városrészei
| - Altenbanz - Eichelsee - End - Forsthaus Banz - Frauendorf - Gößmitz - Grundfeld - Hausen - Horsdorf - Kaider - Kloster Banz - Krögelhof - Kümmersreuth | - Kurklinik Lautergrund - Loffeld - Nedensdorf - Neubanz - Neuhof - Oberau - Püchitz - Romansthal - Rothhof - Schönbrunn - Schwabthal - Serkendorf - Stadel | - Staffelberg - Bad Staffelstein - Stublang - Tiefenthal - Uetzing - Unnersdorf - Unterzettlitz - Vierzehnheiligen - Voreichen - Weisbrem - Wiesen - Wolfsdorf - Zilgendorf |

## Története
A 800 körül létrejött település plébániatemplomát (Stadtpfarrkirche) a hagyomány szerint még Nagy Károly frank császár építtette.
1130-ban kapta meg a városi rangot; itt tartották a környék nagy vásárait. Staffelstein középkori városfalai nagyrészt máig fennmaradtak. A Városháza (Rathaus) is nagyon szép: A 17. századi épület fagerendás, magas nyeregtetővel ellátott.
A Főtér egyik favázas épületében helytörténeti múzeumot (Heimatmuseum) rendeztek be, melyben a környék földtani, időszámítás előtti leletanyaga látható. Itt található a város szülöttének, az 1559-ig élt Adam Ries matematikusnak életét és működését bemutató gyűjtemény is.

## Nevezetességei
- Középkori városfalak
- Helytörténeti múzeum
- Városháza (Rathaus)
- Az 1070 körül alapított egykori bencés apátságot a harmincévas háborúban lerombolták, de utána újjáépült. Templomának építését Leonhard Dientzenhofer kezdte el, majd halála (1707) után bátyja, Johann Dientzenhofer fejezte be. Az apátságot 1803-ban szekularizálták; az épületegyüttes 1813 óta Banz kastély néven ismeretes. Itt temették el Piusz Ágost bajor herceget (1786–1837).

## Itt születtek, itt éltek
- Adam Ries (1492-1559), matematikus
- Pankratius von Dinkel (1811–1894), 1861-től augsburgi püspök

## Galéria

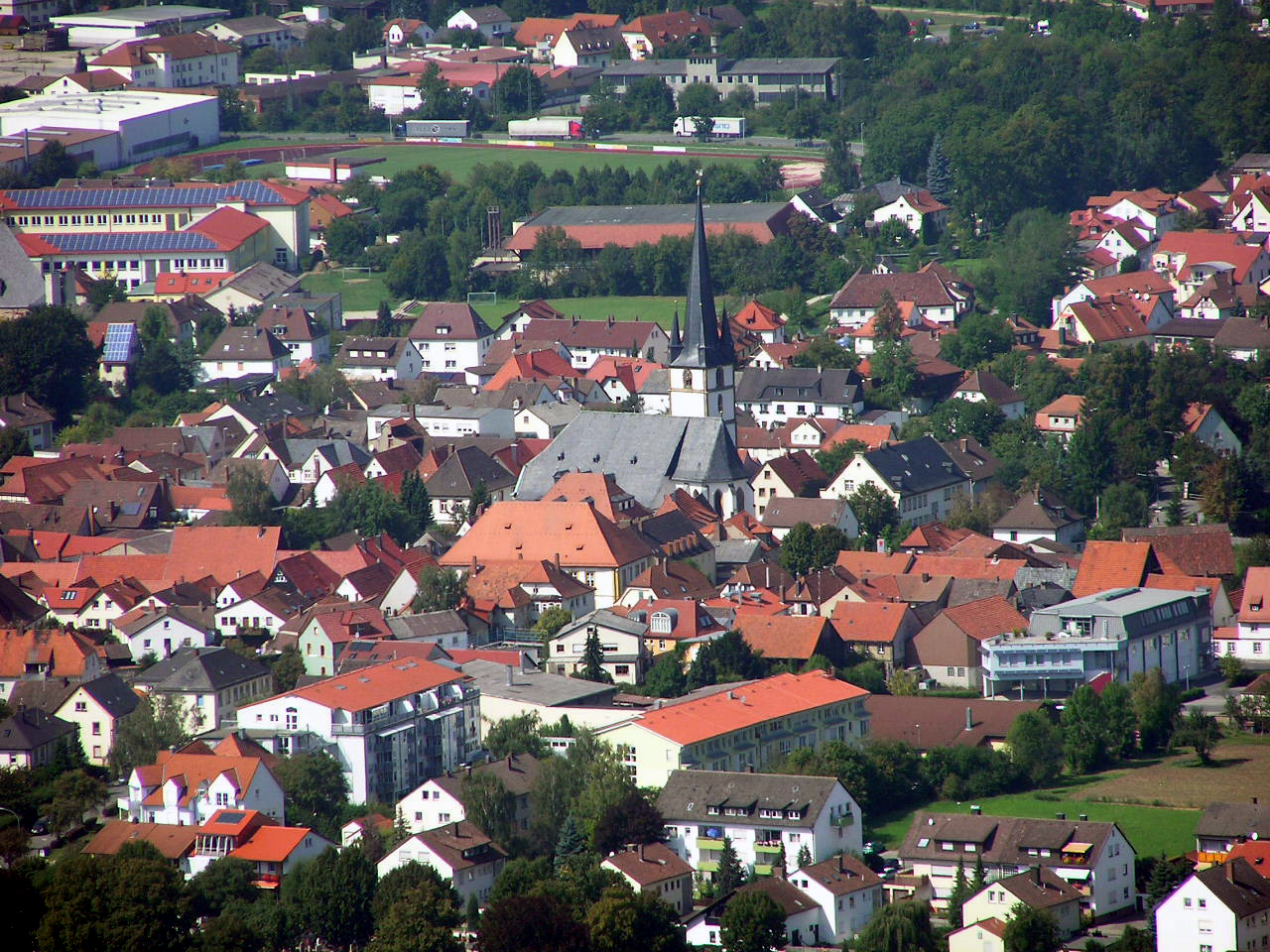
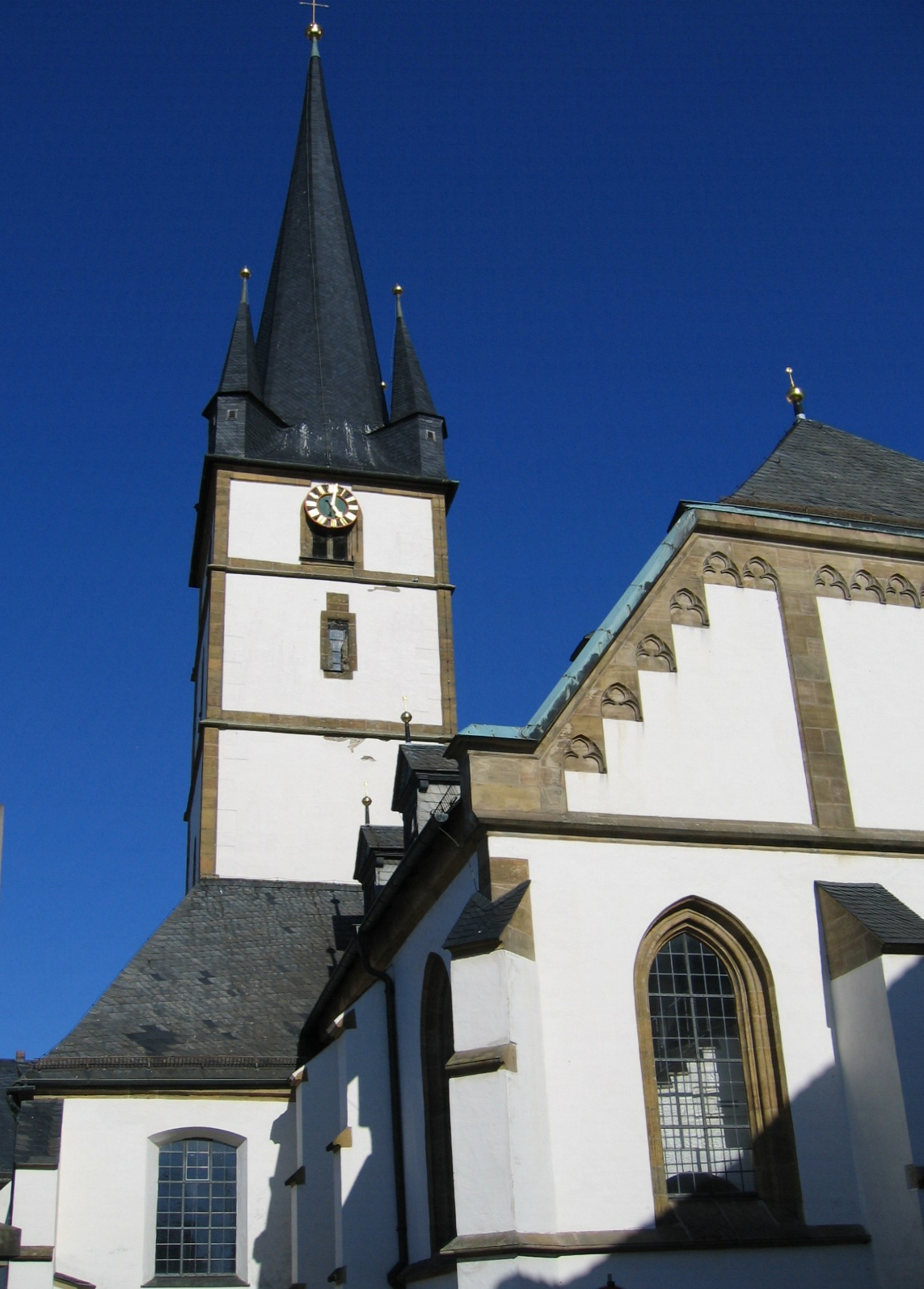
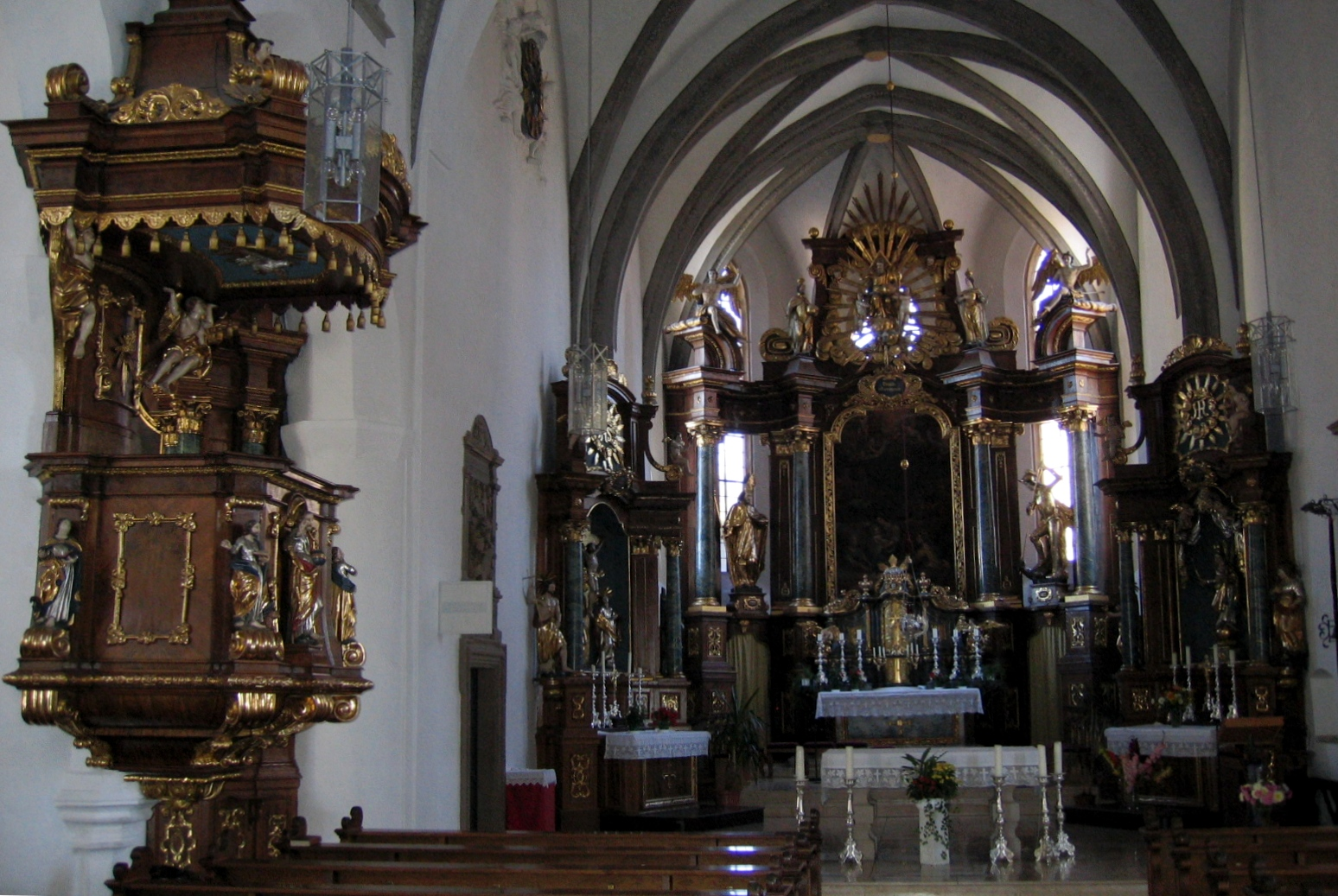
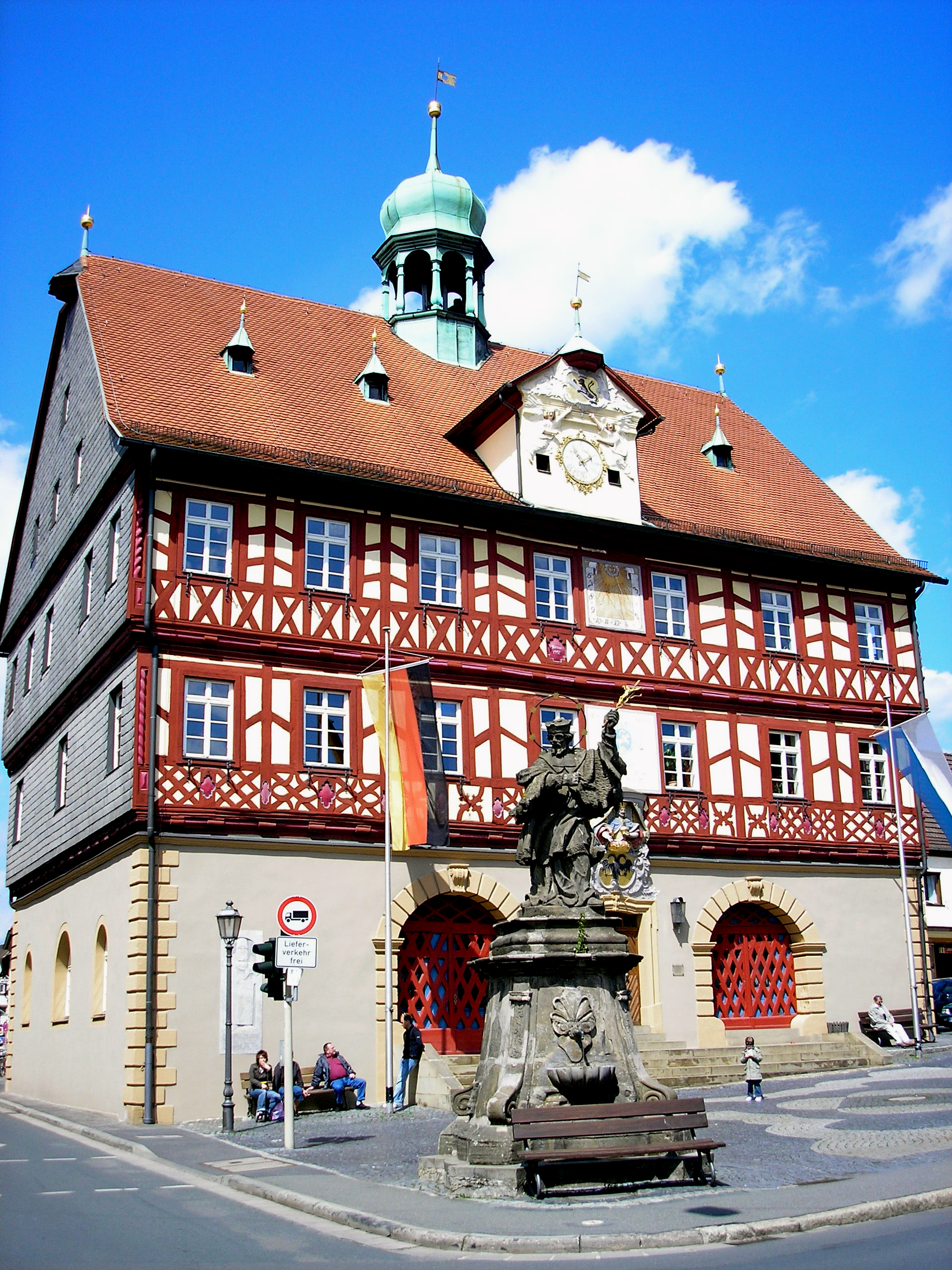
A tanácsház
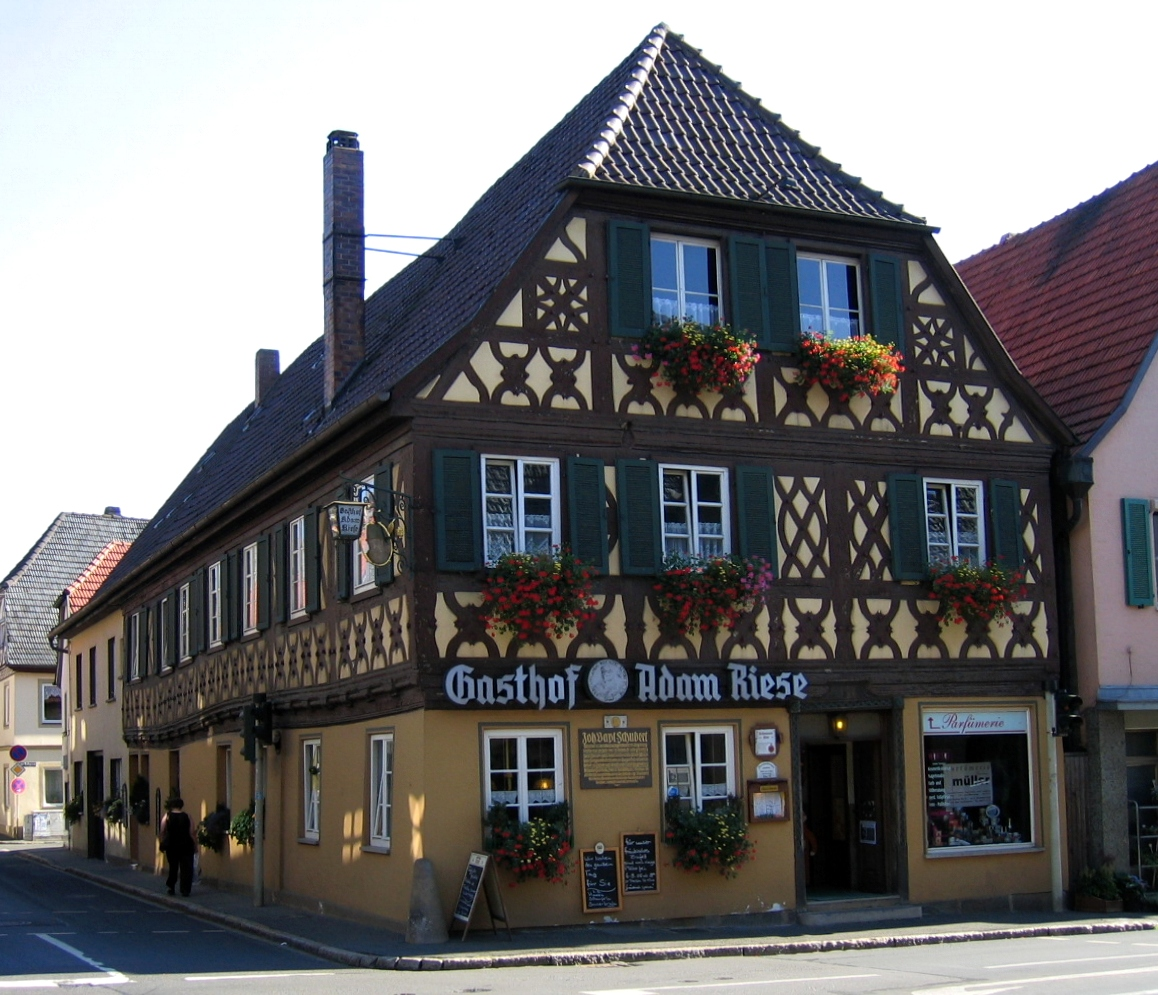
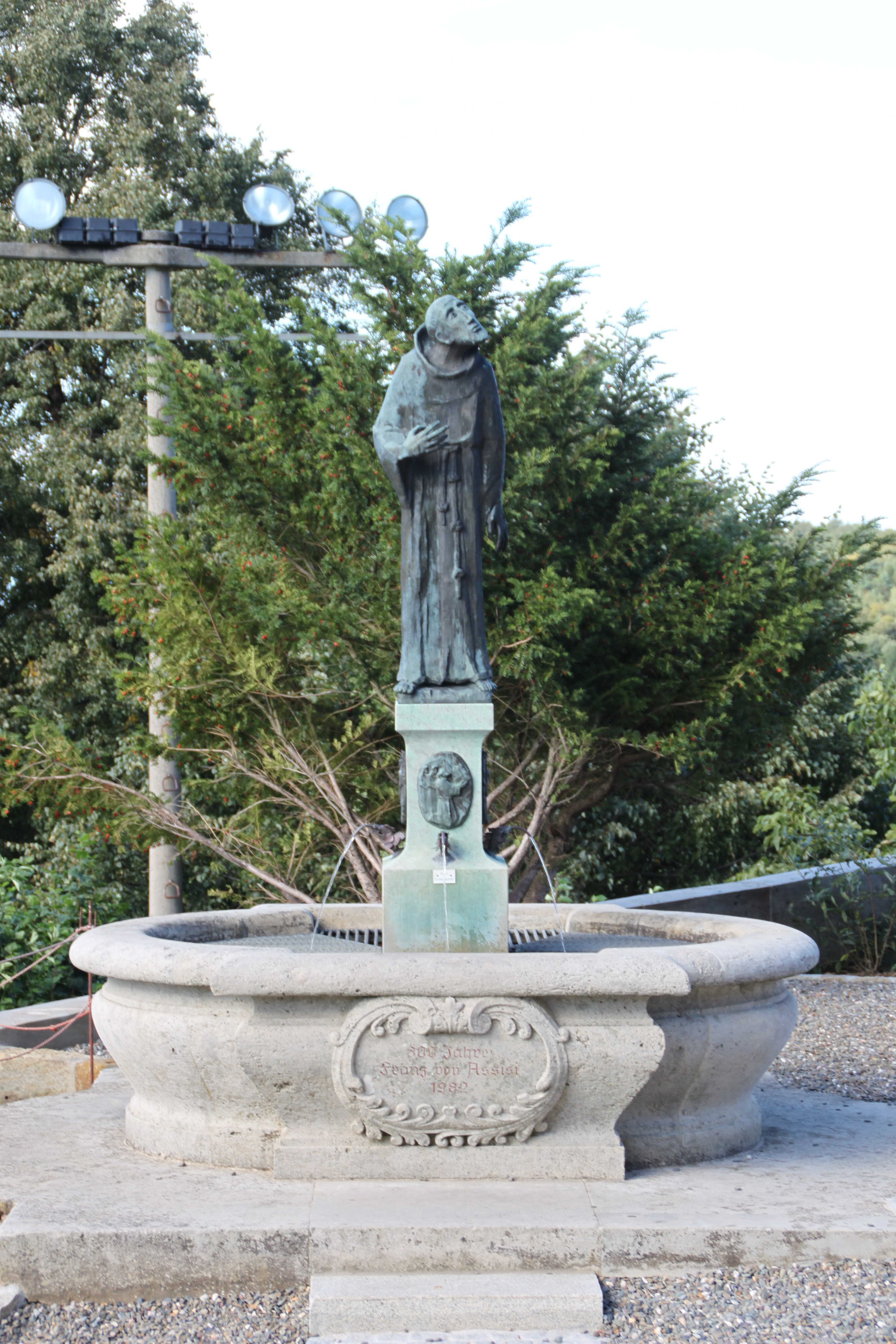
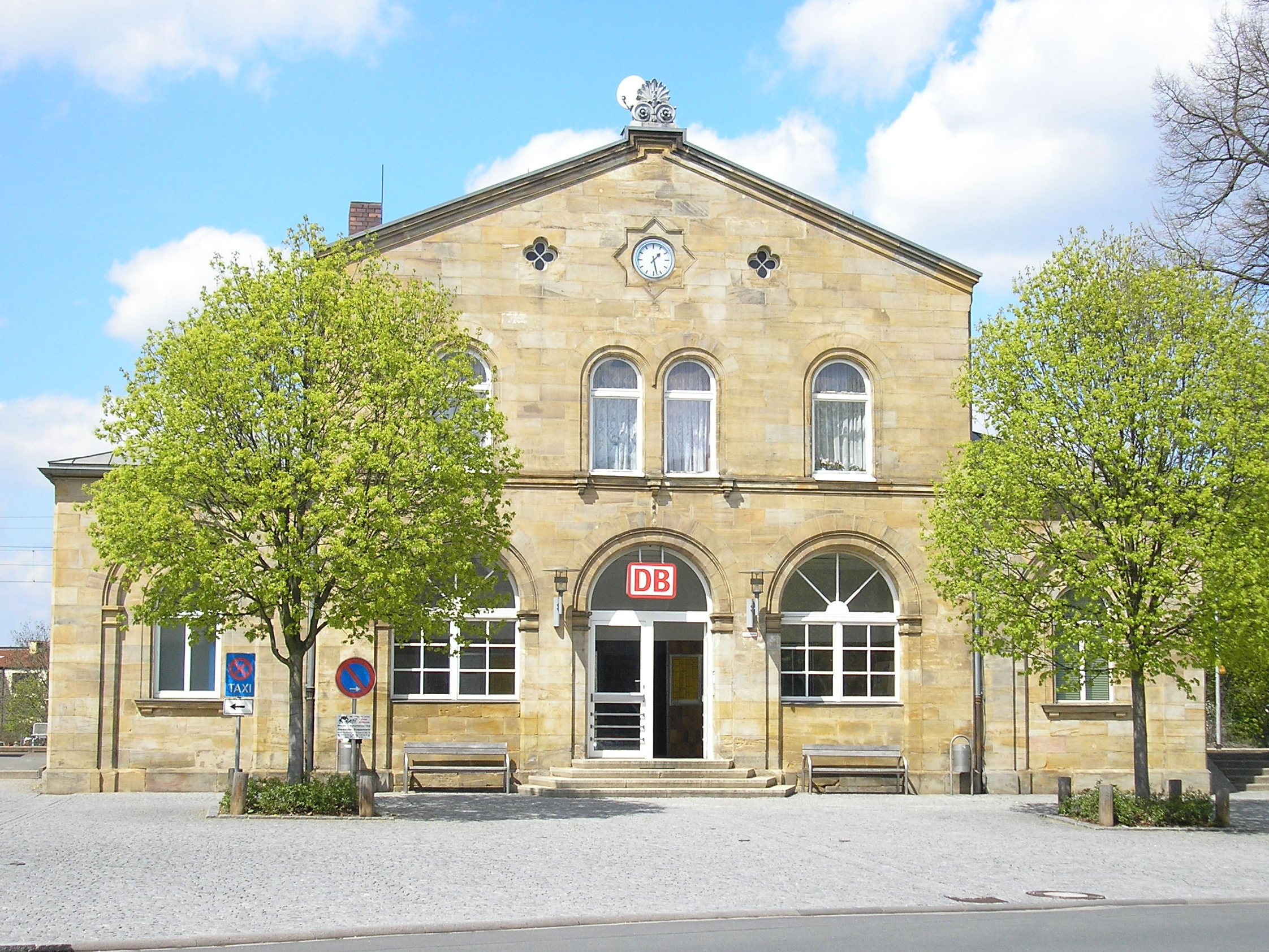
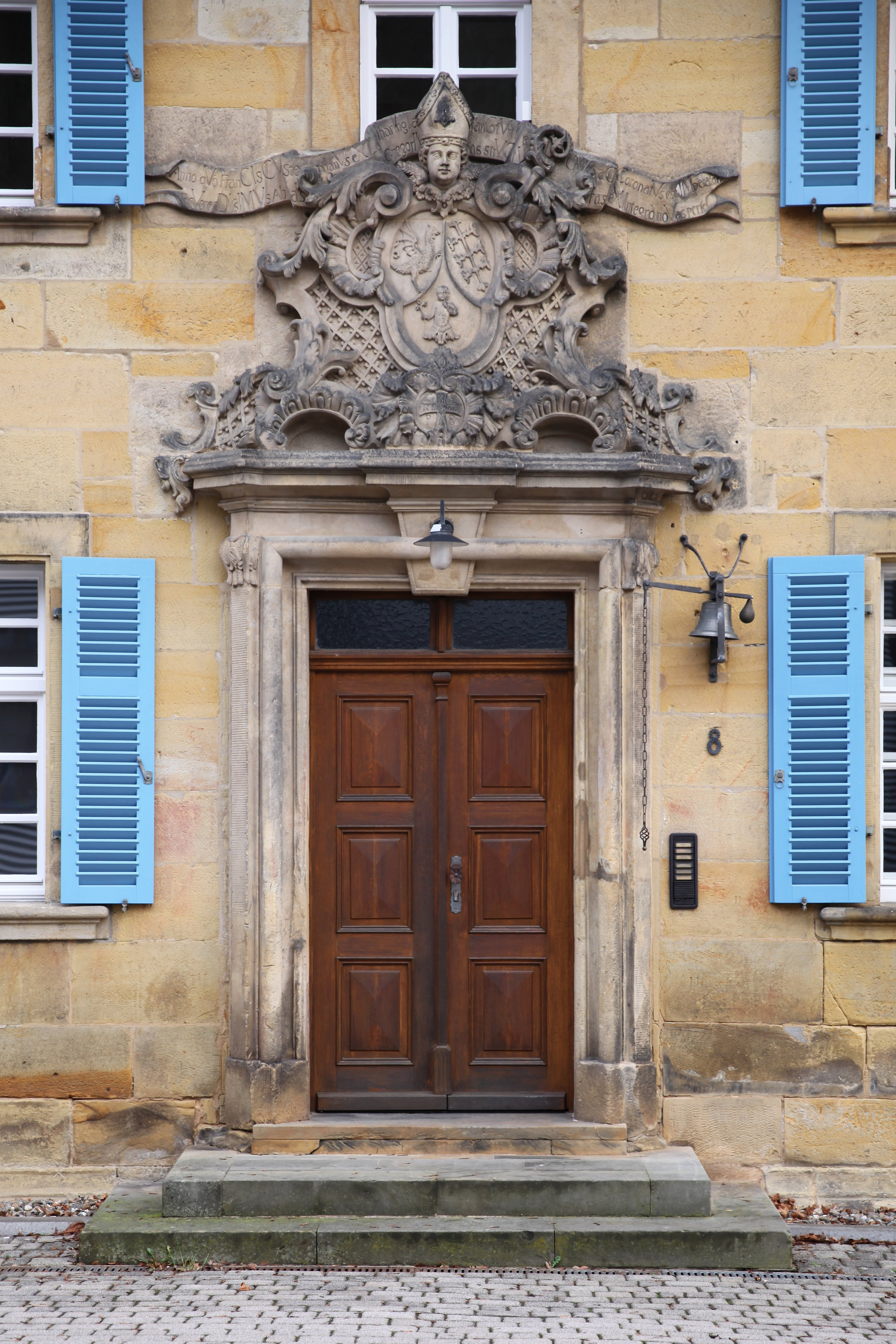
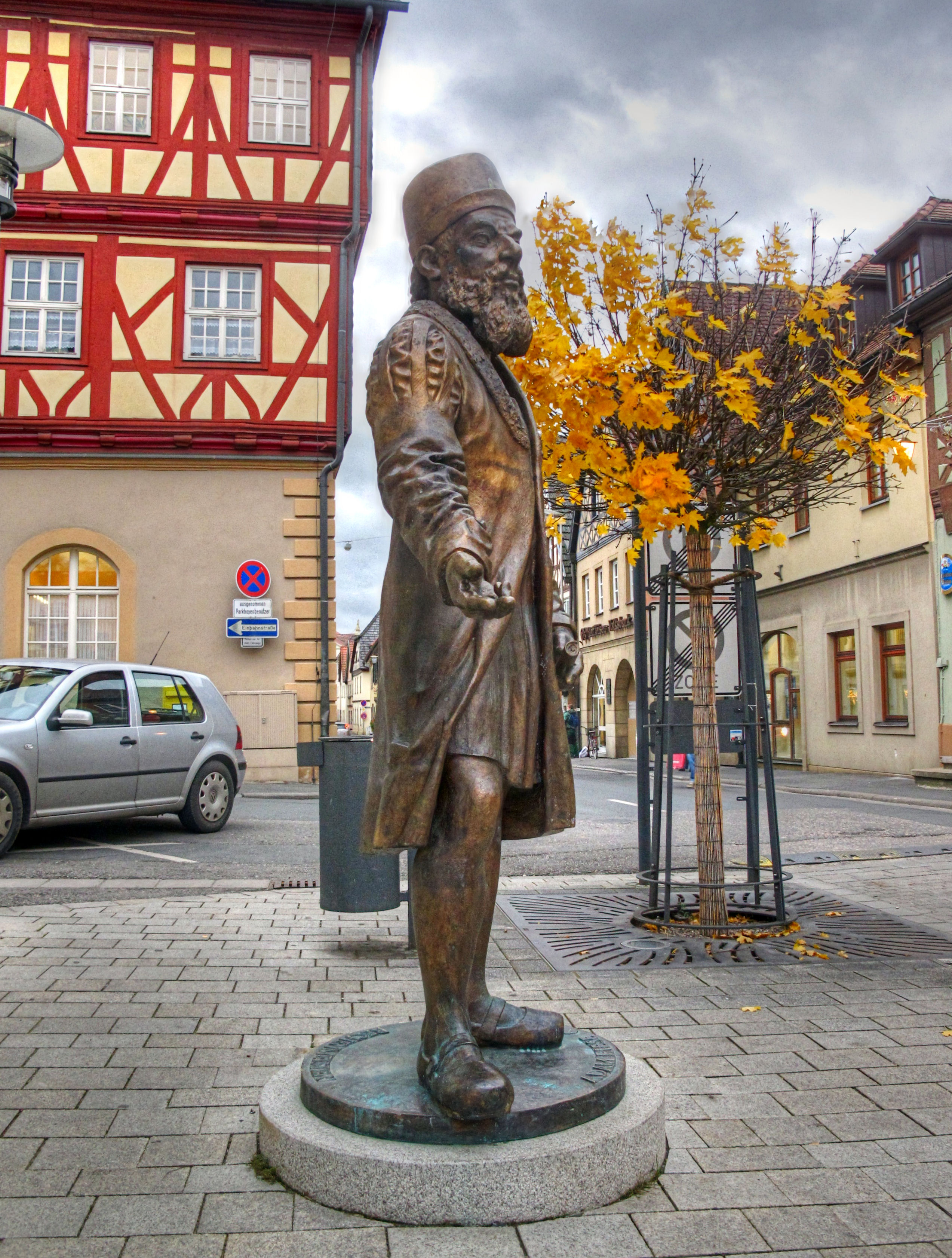
Adam Ries

## Népessége
A település népessége az elmúlt években az alábbi módon változott:
| Lakosok száma | 1665 | 3651 | 5092 | 9883 | 10 254 | 10 125 | 10 322 | 10 359 | 10 481 | 10 651 |
|               | 1875 | 1950 | 1975 | 1987 | 2012   | 2014   | 2016   | 2017   | 2021   | 2023   |

## Fordítás
Ez a szócikk részben vagy egészben  a   Banz Abbey című angol Wikipédia-szócikk ezen változatának fordításán alapul.  Az eredeti cikk szerkesztőit annak laptörténete sorolja fel. Ez a jelzés csupán a megfogalmazás eredetét és a szerzői jogokat jelzi, nem szolgál a cikkben szereplő információk forrásmegjelöléseként.